# Gynodiastylis rotundicaudata
Gynodiastylis rotundicaudata är en kräftdjursart som beskrevs av Gamo 1961. Gynodiastylis rotundicaudata ingår i släktet Gynodiastylis och familjen Gynodiastylidae. Inga underarter finns listade i Catalogue of Life.